# Handbal op de Pan-Amerikaanse Spelen 2007
Handbal is een van de sporten die beoefend werden tijdens de Pan-Amerikaanse Spelen 2007 in Rio de Janeiro, Brazilië. Het vrouwentoernooi in het Riocentro begon op 13 juli en eindigde 20 juli. De mannen begonnen een dag later. Hun toernooi eindigde op 21 juli. De twee winnaars plaatsten zich rechtstreeks voor de Olympische Spelen 2008 in Peking. De nummers twee kwalificeerden zich voor het Olympisch kwalificatietoernooi.

## Medaillewinnaars
| Categorie         | Goud | Zilver | Brons |
| ----------------- | --- | --- | --- |
| Mannen » Details  | Brazilië Maik Santos Fernando Pacheco Filho Carlos Ertel Danilo Silva Renato Rui Bruno Souza Leonardo Bortolini Hélio Justino Jaqson Kojoroski Alexandre Vasconcelos Silvio Laureano Felipe Ribeiro Bruno Santana Jardel Pizzinatto Guilherme Oliveira | Argentinië Matías Schulz Sergio Crevatin Federico Pizarro Matías Martín Lima Mariano Castro Maximiliano Ferro Alejo Carrara Leonardo Querin Bruno Civelli Facundo Torres Fernando García Emiliano la Rosa Gonzalo Carou Germán Pardales Damián Migueles | Cuba Alfredo Quintana Raifer Turino Guillermo Corzo Edgard Marti Randy Díaz Denip Fonseca Denis Fernández Rafael da Costa Jorge Paván Ariel Paz Misael Iglesias Frankis Carol Yinkelly Tomacen Daymaro Amador Eurelbis Valdes                                                |
| Vrouwen » Details | Brazilië Chana Masson Fabiana Diniz Alexandra do Nascimento Fabiana Gripa Deonise Cavaleiro Daniela Piedade Aline Rosas Viviane Jacques Lucila Silva Juceli Rosa Idalina Mesquita Aline Santos Eduarda Amorim Millene Figueiredo Darly de Paula        | Cuba Maydelis Sardinas Caridad Vizcay Virgen Murillo Ayling Martínez Yasnay Torres Arassay Durán Ariagne Cuesta Suleiky Gómez Aida Despaigne Lisandra Lusson Neivys Mederos Yohania Marti Imara Valdéz Nadezza Valera Eneleidys Guevara                 | Argentinië Silvina Schlesinger Valentina Kogan María del Carmen Alejandre Cinthya Basile Georgina Costantino Bibiana Ferrea Antonela Mena Magdalena Decilio Lucia Haro María Emilia Acosta Sonia Meyer Silvana Totolo Lucia Fernández Mariana Sanguinetti Solange Tagliavini |

## Medaillespiegel
| Plaats | Land       | Goud | Zilver | Brons | Totaal |
| 1      | Brazilië   | 2    | 0      | 0     | 2      |
| 2      | Argentinië | 0    | 1      | 1     | 2      |
| 2      | Cuba       | 0    | 1      | 1     | 2      |
| Totaal | Totaal     | 2    | 2      | 2     | 6      |